# E.S. Posthumus
E.S. Posthumus fue un grupo de música independiente que produjo una forma de música clásica del siglo XXI/música épica que entrelazaba ritmos de tambor de estilo popular con sonidos orquestales y electrónicos. Su música se inspira en la filosofía de Pitágoras que afirma que  "la música es la armonización de los opuestos; la conciliación de los elementos en conflicto". El E.S. es la sigla de "Experimental Sounds" (en español, sonidos experimentales) mientras que Posthumus (Póstumo, en inglés; del latín Postumus, que significa  "después" o  "fin") es una palabra que está destinada a representar "todas las cosas pasadas", sugiriendo que la música fue inspirada por cosas que han terminado, algún tiempo después de que estas terminaron.

## Carrera
El grupo fue formado en el año 2000 por los hermanos Helmut y Franz Vonlichten. Helmut y Franz estudiaron piano con su madre. Después de graduarse de la escuela secundaria, Franz trabajó en estudios de grabación, mientras que Helmut asistió y se graduó de la UCLA, con un título en Arqueología. Su música ha sido licenciada por muchos estudios de producción de cine y televisión, siendo incluido en numerosas sinopsis de películas y programas de televisión. E.S. Posthumus lanzó tres álbumes durante su carrera.
El 22 de julio de 2010, se anunció oficialmente que Franz había muerto unos dos meses antes. Después de dar a conocer el fallecimiento de su hermano, Helmut indicó que aunque todavía podría haber una o dos canciones inéditas (que terminaron siendo el sencillo "Christmas Eve" lanzado en noviembre de 2010), el grupo ya no estaría activo.
En noviembre de 2011, fue anunciado oficialmente que Helmut Vonlichten había formado una banda nueva llamada Les Friction, y lanzado un vistazo de su nuevo trabajo con una pista llamada "Torture". Desde entonces, se han lanzado dos discos bajo el nombre de Les Friction.

## Álbumes

### Unearthed (2001)
Unearthed (en español, Desenterrado) es el primer álbum compuesto por E.S. Posthumus. Originalmente se puso a disposición para su compra en línea a través de CD Baby en enero de 2001: se convirtió en el tercer álbum mejor vendido en la historia de CD Baby. El éxito del álbum incitó el relanzamiento al Retail en mayo de 2005 a través de Wigshop y 33rd Street Records/Bayside Distribution. Una parte importante del sonido distintivo de la música viene de trabajar con la Northwest Sinfonia. Otros músicos que interpretan en este CD son: Pedro Eustache, Michael Landa, Matt Laug, lance Morrison, Davy Spillane y Efraín Toro. 
La portada del álbum utiliza la obra La inspiración de San Mateo, del pintor italiano más conocido como Caravaggio.
Los nombres de las canciones están tomadas a partir de los nombres de ciudades desaparecidas de la Antigüedad:
1. Antissa
2. Tikal
3. Harappa
4. Ulaid
5. Ebla
6. Nara
7. Cuzco
8. Nineveh
9. Lepsis Magna
10. Menouthis
11. Estremoz
12. Pompeii
13. Isfahan

Muchas pistas de Unearthed han aparecido en sinopsis de películas y programas de televisión. Se han utilizado en estos medios debido a su estructura de escalada, lo que los hace muy adecuados para los montajes dramáticos de progresión hacia los créditos en las sinopsis. Notablemente, la canción Nara terminó siendo adaptada como el tema central de la serie Cold Case.
La canción Ebla es utilizada en la pantalla de título del videojuego Ferrari Challenge: Trofeo Pirelli.

### Cartographer (2007)
Cartographer (en español, Cartógrafo) el segundo álbum de E.S. Posthumus, había sido proyectado para ser lanzado en algún momento del año 2006 pero fue finalmente fue lanzado a principios de 2007. Se rumorea que el retraso fue debido a la adición de la cantante Luna Sans al grupo de músicos, una adición muy celebrada por Helmut Vonlichten. 
El tema de este álbum se inspiró en el descubrimiento del mapa de Piri Reis en Constantinopla en 1929, el cual mostraba zonas de la Antártica con bahías e islas pobladas, zonas que actualmente llevan más de 6.000 años bajo el hielo, y se hacía un ejercicio en el que se imaginaba qué idioma hablarían los exploradores que crearon este mapa así como las circunstancias que llevaron a su desaparición. El disco tuvo un lanzamiento en disco doble, el primero con la voz de Luna Sans y el segundo sin ella, presentando las mismas canciones con coros al estilo de Unearthed.
La portada del álbum está basada en una pintura del pintor Caravaggio, llamada San Jerónimo escribiendo (Caravaggio, Roma).

#### Disco 1 - Featuring Luna Sans
1. Nolitus - 4:30
2. Isunova - 5:29
3. Vorrina - 6:12
4. Selisona - 5:05
5. Marunae - 4:53
6. Mosane - 4:14
7. Decifin - 4:37
8. Sollente - 5:11
9. Caarano - 3:35
10. Raptamei - 5:20
11. Oraanu - 3:57
12. Nivaos - 5:12
13. Nasivern - 5:35

#### Disco 2 - Piri Reis remixes
1. Ashielf Pi - 1:32
2. Oraanu Pi - 3:38
3. Marunae Pi - 4:52
4. Mosane Pi - 4:16
5. Isunova Pi - 5:41
6. Nasivern Pi - 5:29
7. Selisona Pi - 4:31
8. Raptamei Pi - 5:54
9. Caarano Pi - 3:35
10. Nivaos Pi - 5:13
11. Sollente Pi - 5:12
12. Decifin Pi - 4:36
13. Vorrina Pi - 6:14
14. Nolitus Pi - 4:26
15. Odenall Pi - 5:06

### Makara (2010)
Makara es el tercer álbum de E.S. Posthumus. Consta de 15 pistas y fue lanzado el 2 de febrero de 2010 para descarga en iTunes, Amazon MP3, y varios otros servicios populares de descarga de música. El álbum está disponible en CD y para descarga digital en CD Baby. El álbum fue publicado en eMusic el 26 de enero de 2010. Puede también haber un lanzamiento del vinilo del álbum en el futuro.
Al contrario de los álbumes anteriores, no se ocupó ninguna pintura de la antigüedad, sino que se optó por una símbolo en fondo negro. 
1. Kalki - 3:05
2. Varuna - 4:17
3. Unstoppable - 3:05
4. Durga - 3:41
5. Manju - 4:18
6. Kuvera - 4:05
7. Ushas - 3:55
8. Lavanya - 3:57
9. Vishnu - 3:38
10. Indra - 4:18
11. Arise - 4:12
12. Saint Matthew Passion - 3:38
13. Krosah - 4:50
14. Anumati - 3:19
15. Moonlight Sonata - 5:30

## Sencillos

### Rise to Glory
Rise to Glory (en español, Ascenso a la Gloria) es un sencillo lanzado en septiembre de 2005 con la voz de los raperos DJ Quik y Bizarre (de D12). La canción Rise to Glory se reconoce como un remix cantado y una versión extendida de Posthumus Zone, la cual es más comúnmente reconocida como la canción principal de  "NFL on CBS" desde la temporada de 2003.

### Run This Town/Posthumus Zone
E.S. Posthumus colaboró con el artista de hip hop Jay-Z para crear un remix de Run This Town y Posthumus Zone para la transmisión de CBS del Super Bowl XLIV.

### Christmas Eve
Christmas Eve (en español, La Víspera de Navidad) es un solo lanzado en noviembre de 2010 como tributo de Navidad a Franz Vonlichten de E.S. Posthumus.
Los hermanos Vonlichten habían empezado a trabajar en un proyecto navideño, planeado para ser lanzado durante la temporada navideña, a principios de marzo de 2010. Según Helmut, el proyecto sería una recomposición de sus canciones favoritas de la temporada navideña y además pretendían "traer algo nuevo a la fiesta". Ésta pista fue la única canción que comenzaron a grabar antes de que Franz muriera en mayo de 2010.
En una publicación de Facebook en la página de fanes del grupo, a mediados de noviembre de 2010, Helmut relató que "cuando Franz falleció el pasado mes de mayo, el proyecto apenas estaba despegando; sin embargo, una letra, un bosquejo del piano y una vocal sin refinar de la nueva canción estaban completados". En esa misma publicación, Helmut compartió que él se puso en contacto con Jeremy Lubbock, el arreglista preferido en la niñez de los hermanos, para adaptar la canción para ellos. Helmut más adelante guardó el vocal sin refinar registrado meses atrás y lo incluyó en la grabación final.
"Christmas Eve" es la última canción producida por el grupo E.S. Posthumus y es un producto de la última sesión de grabación de los hermanos Vonlichten antes de la muerte de Franz.